# Vicia sativa
La veccia comune (Vicia sativa L.) è una pianta appartenente alla famiglia delle Fabacee.

## Descrizione
Le foglie sono composte, mentre le foglioline appaiono lanceolate. I fiori posseggono petali di colorazione fucsia con simmetria zigomorfa. Produce un legume i cui semi vengono solitamente consumati dagli uccelli. Viene spesso utilizzata come foraggio e per il sovescio.
È pianta visitata dalle api

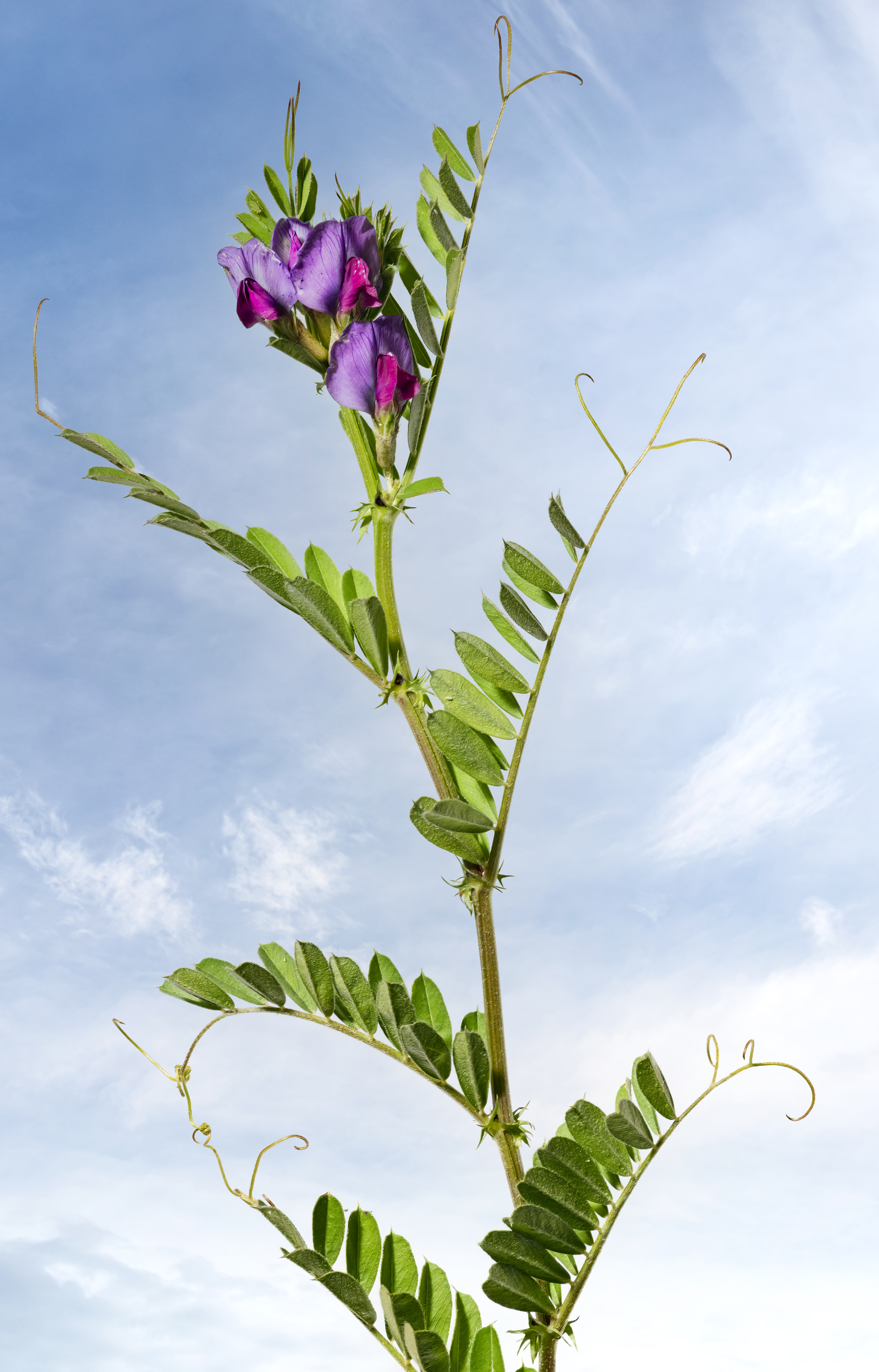
Habitus
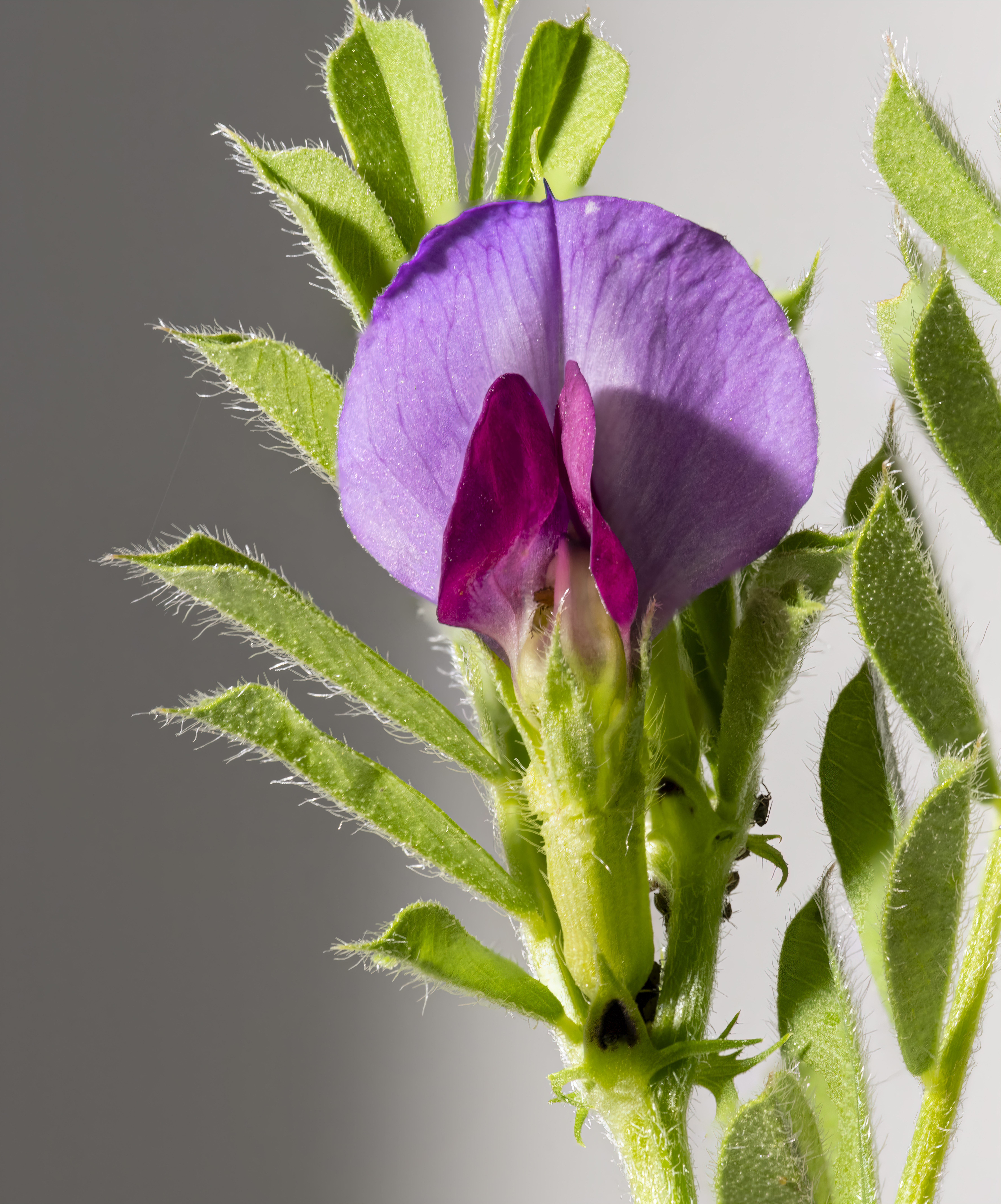
Fiore comune
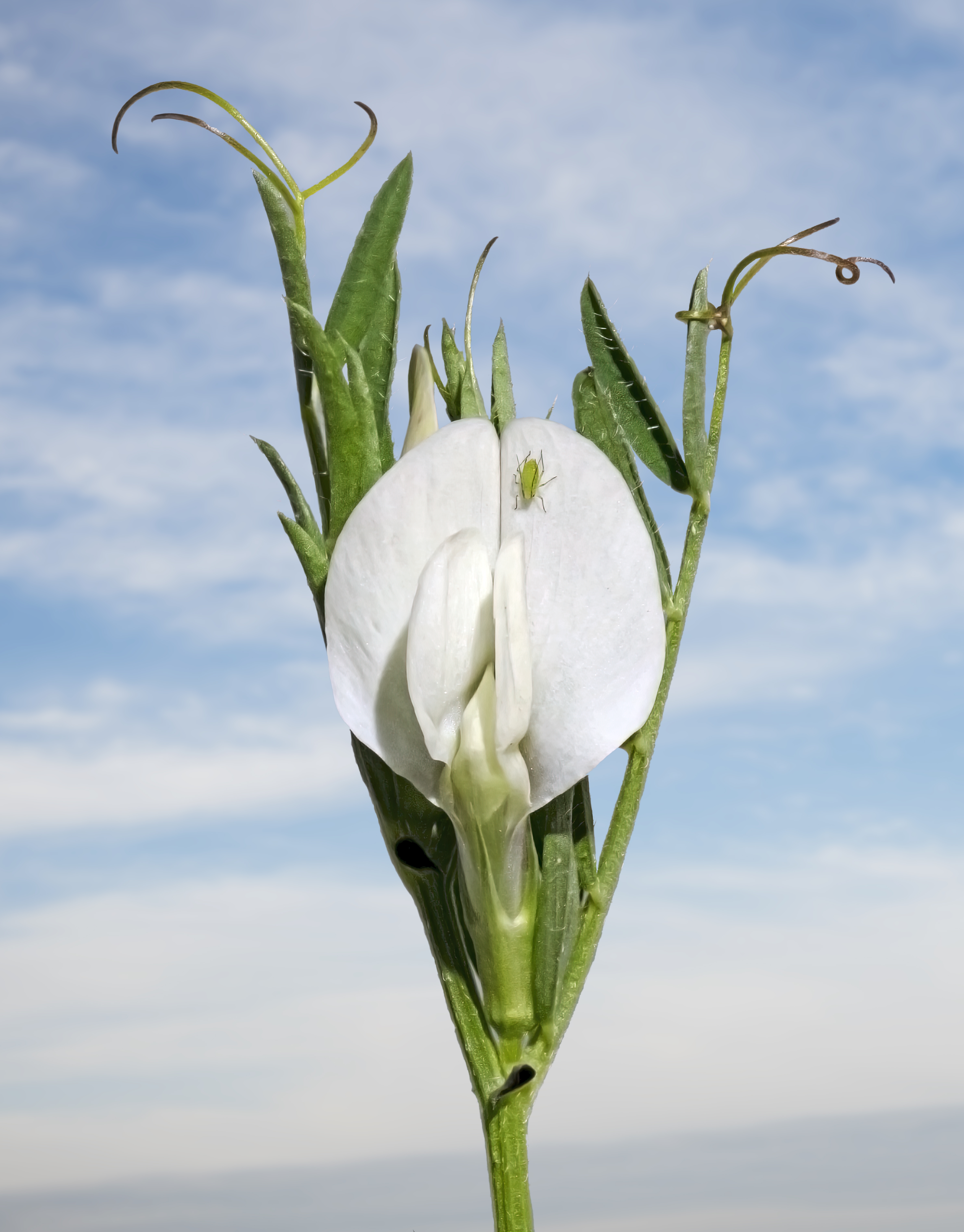
Fiore bianco più raro
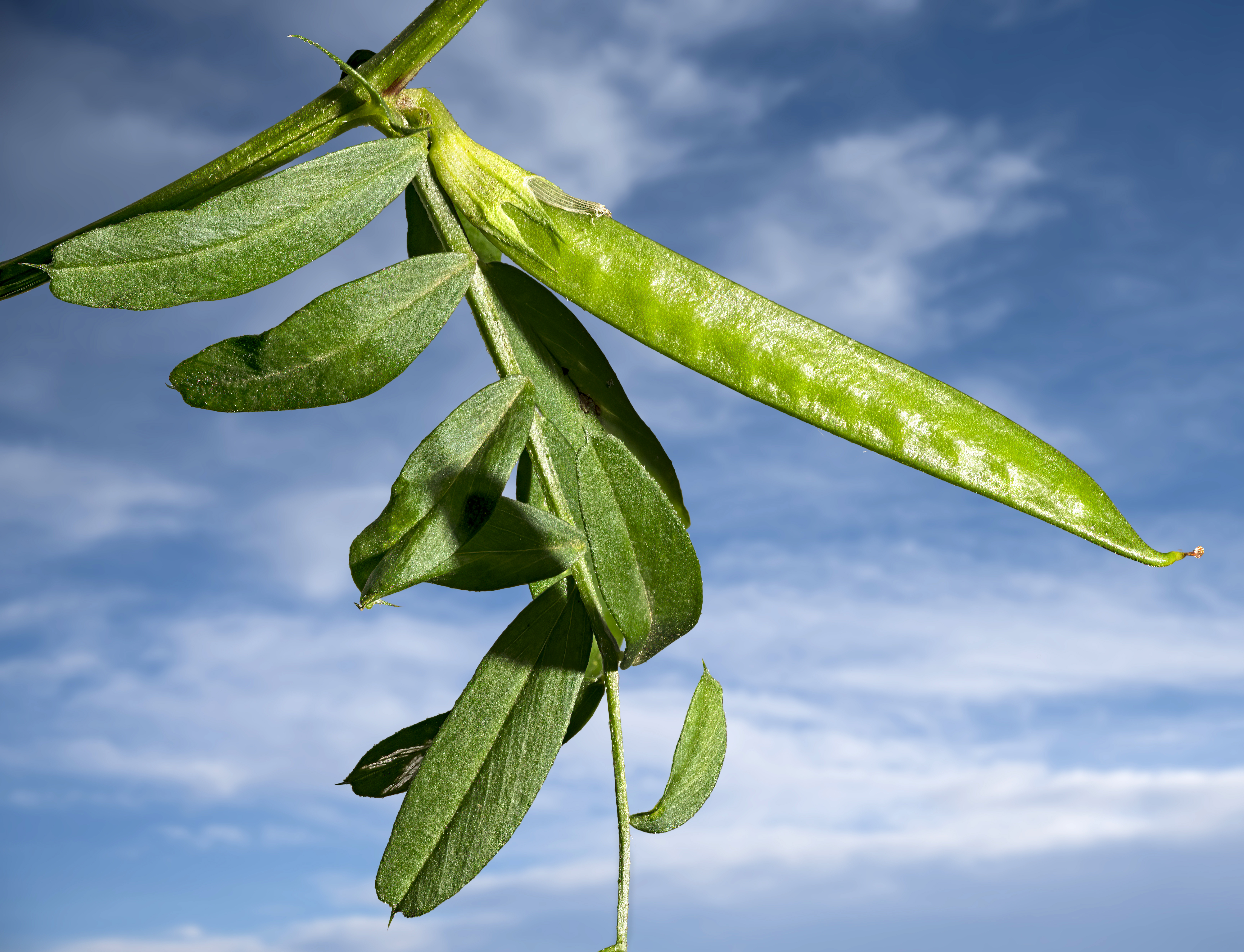
Frutto immaturo

## Distribuzione e habitat
Tipica pianta delle zone temperate, si trova negli incolti o nei prati della zona mediterranea. In italia è molto diffusa e cresce spontanea nei pascoli o negli incolti.